# Осада Селенгинского острога
Оса́да Селенги́нского остро́га — этап борьбы между Российским государством и Тушэту-ханом за господство над Забайкальем.

## Осада
В январе—марте 1688 года Селенгинский острог был осаждён союзным империи Цин пятитысячным войском халха-монгольского Тушэту-хана Чихуньдоржа, требовавшего ухода русских из Северной Монголии. Гарнизон острога состоял из 294 человек, вооружённых 6 пищалями и мушкетами. Командовал обороной ссыльный украинский гетман Демьян Многогрешный. В осаде оказалось посольство Фёдора Головина, направлявшееся с переговорами к цинскому правительству.
Выдержав 13-недельную осаду и один штурм, в конце марта гарнизон Селенгинска совместно с подошедшими стрельцами и казаками из Удинского и других острогов дал бой на перевале близ Гусиного озера в десяти верстах к северу от крепости. В кровопролитной битве русские одержали победу. Место сражения поныне называется Падью убиенных, перевал и ближайшая гора — Убиенные.
Халхаские войска отступили из-за недостатка огнестрельного оружия и неготовности к долгосрочной осаде, а также из-за отсутствия их поддержки со стороны местного бурятского населения, издавна сопротивлявшегося власти монгольских ханов.
Успешная оборона Селенгинского острога показала прочность позиций России в Западном Забайкалье, что сказалось при подписании Нерчинского договора 1689 года.

## Память
В 1998 году жителями Гусиноозёрска на горе Убиенной установлен металлический крест. Высота креста — 16 метров.